# Rehoboth Beach (Delaware)
Rehoboth Beach je grad u američkoj saveznoj državi Delaver. Prema popisu stanovništva iz 2010. u njemu je živjelo 1.327 stanovnika.